# Thammayut Rakbun
Thammayut Rakbun (thailändisch ธรรมยุต รักบุญ, * 7. März 1997 in Phatthalung), auch als Beet bekannt, ist ein thailändischer Fußballspieler.

## Karriere
Thammayut Rakbun stand bis 2018 beim BGC FC unter Vertrag. Der Verein spielte in der vierten Liga, der Thai League 4. Hier trat der Klub in der Bangkok Metropolitan Region an. 2019 wechselte er zum Erstligisten BG Pathum United FC. Hier kam er in der ersten Liga nicht zum Einsatz. Nach einem Jahr verließ er den Verein und schloss sich dem Drittligisten Raj-Pracha FC an. Mit dem Bangkoker Verein trat er in der Western Region der dritten Liga an. Am Ende der Saison wurde er mit Raj-Pracha Vizemeister der Region und qualifizierte sich für die Aufstiegsspiele zur zweiten Liga. Hier wurde man Gesamtdritter und stieg in die zweite Liga auf. Sein Zweitligadebüt gab Thammayut Rakbun am 4. September 2021 (1. Spieltag) im Auswärtsspiel gegen den Chainat Hornbill FC. Hier stand er in der Startelf und wurde in der 81. Minute gegen den Brasilianer Douglas Mineiro ausgewechselt. Das Spiel endete 1:1. Nach 17 Zweitligaspielen und zwei erzielten Toren wechselte er nach der Hinserie 2021/22 im Dezember 2021 zu seinem ehemaligen Verein, dem Erstligisten BG Pathum United FC. Am 20. Mai 2023 stand BG das Endspiel des Thai League Cup. Das Finale wurde gegen Buriram United mit 2:0 verloren. Im Sommer 2023 wurde sein Vertrag nicht verlängert. Im Juni 2023 unterschrieb er einen Vertrag beim Zweitligaaufsteiger MH Nakhonsi City FC. Nachdem dem Verein keine Lizenz für die zweite Liga erteilt worden war, wurde sein Vertrag wieder aufgelöst. Am 8. Juli 2023 unterzeichnete er einen Vertrag beim Drittligisten Phatthalung FC. Mit dem Verein trat er in der Southern Region der Liga an.  Am 3. März 2024 stand er mit Phatthalung im Finale des Thai League 3 Cups. Hier bezwang man den Maejo United FC mit 1:0 nach Verlängerung. Am Ende der Saison 2023/24 wurde er mit dem Verein aus Phatthalung Vizemeister der Region. In den Aufstiegsspielen zur zweiten Liga konnte man sich jedoch nicht durchsetzen. Im Sommer 2024 wurde sein Vertrag um ein weiteres Jahr verlängert. Nach insgesamt 22 Drittligaspielen wurde sein Vertrag im Dezember 2024 aufgelöst. Im gleichen Monat unterschrieb er in Sukhothai einen Vertrag beim Erstlighisten Sukhothai FC. Nach einem Ligaspiel für den Verein aus Sukhothai wurde sein Vertrag im Sommer 2025 nicht verlängert. Im Juli 2025 unterschrieb er in Phrae einen Vertrag beim Zweitligisten Phrae United FC.

## Erfolge
Raj-Pracha FC
- Thai League 3 – Bangkok: 2020/21 (3. Platz)  ▲

BG Pathum United FC
- Thailändischer Vizemeister: 2021/22
- Thailändischer Ligapokalfinalist: 2022/23

Phatthalung FC
- Thai League 3 Cup: 2023/24